# Zaborje (rejon miorski)
Zaborje (biał. Забор’е, ros. Заборье) – wieś na Białorusi, w obwodzie witebskim, w rejonie miorskim, w sielsowiecie Nowy Pohost. W 2019 liczyła 20 mieszkańców.